# New Trenton
New Trenton – jednostka osadnicza w Stanach Zjednoczonych, w stanie Indiana, w hrabstwie Franklin.